# Clinohumita
La clinohumita es un mineral de la clase de los silicatos, que pertenece al grupo de la humita. Fue descubierto en 1876 bajo forma no gemífera en el Vésubio por Alfred Des Cloizeaux,.que lo nombró en alusión a su estructura cristalina monoclínica y por su relación con la humita.

## Características químicas

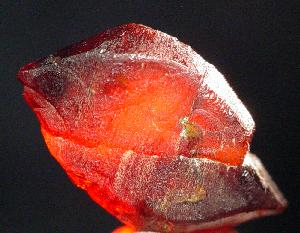
Clinohumita localizada en el Valle de Koshka.

La clinohumita es un silicato de fórmula química Mg9(SiO4)4F2. Fue aprobada como especie válida por la Asociación Mineralógica Internacional en 1876. Cristaliza en el sistema monoclínico. Su dureza en la escala de Mohs es 6.
Según la clasificación de Nickel-Strunz, la morimotoíta pertenece a "9.AF - nesosilicatos con aniones adicionales; cationes en [4], [5] y/o sólo coordinación [6]" junto con los siguientes minerales: silimanita, andalucita, kanonaíta, cianita, mullita, krieselita, boromullita, yoderita, magnesiostaurolita, estaurolita, zincostaurolita, topacio, norbergita, alleghanyita, condrodita, reinhardbraunsita, kumtyubeïta, hidroxilcondrodita, humita, manganhumita, sonolita, hidroxilclinohumita, leucofenicita, ribbeíta, jerrygibbsita, franciscanita, orebroíta, welinita, ellenbergerita, sismondita, magnesiocloritoide, ottrelita, poldervaartita y olmiíta.

## Formación y yacimientos
Fue descubierta en el monte Somma, el complejo volcánico Somma-Vesubio, dentro de la provincia de Nápoles (Campania, Italia). La clinohumita se encuentra ampliamente distribuida por todo el planeta.